# Biblioteca Trivulziana

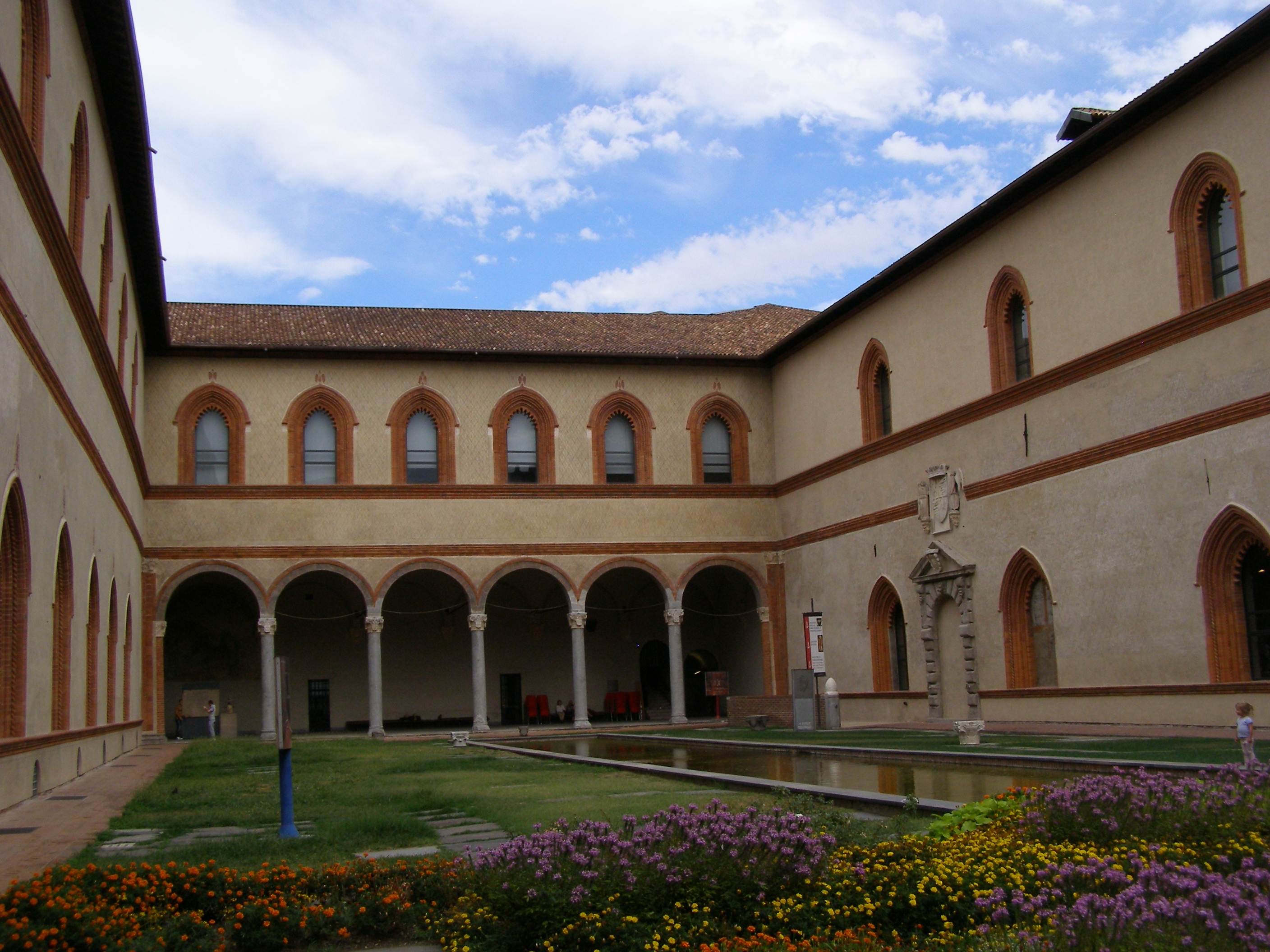
Castello Sforzesco, De tuin van de hertog

De Biblioteca Trivulziana is een Italiaanse bibliotheek die ondergebracht werd in het Castello Sforzesco in Milaan als onderdeel van het Archivio Storico Civico en van het restauratieatelier, waarmee het enkele zalen deelt, onder meer de leeszaal.

## Geschiedenis
Het bestand van de bibliotheek is voor een groot deel afkomstig van de verzameling van de familie Trivulzio. Luigi Alberico Trivulzio (1868-1938) besliste in 1935 de kunstverzameling en de bibliotheek van de familie te verkopen. Hij had eerst onderhandeld met de podestà van Turijn, maar toen diens collega van Milaan, Marcello Visconti di Modrone, daar lucht van kreeg deden zij een bod en werd alles verkocht aan de stad Milaan. De Trivulzio-collectie was door de familie verzameld vanaf het midden van de vijftiende eeuw tot bij het begin van de twintigste eeuw. Het ging over meer dan 25.000 gedrukte boeken, een belangrijk archief van 390 archiefdozen en ca. 1.800 perkamenten handschriften en teksten.

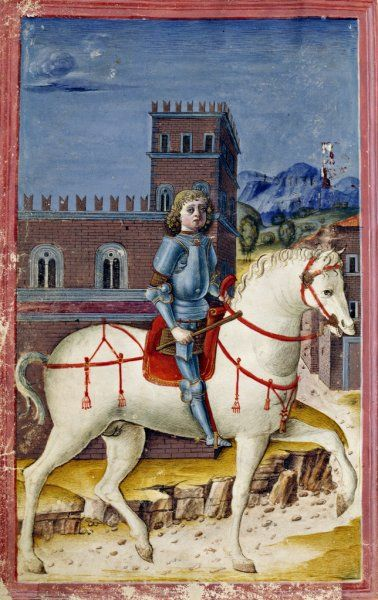
Gebedenboek van Massimiliano Sforza, Triv. 2163, Massimiliano Sforza te paard.

## Bestand
Actueel omvat de bibliotheek 1.300 manuscripten, 1.300 incunabula, 16.000 werken uit de 16e eeuw en 180.000 gedrukte boeken uit latere periodes. De collectie van documenten in het archief beslaat ongeveer 1280 lopende meter in de rekken. Van de manuscripten zijn er 1.188 afkomstig uit de originele Trivulzio-collectie en daarvan stammen er 507 uit de middeleeuwen. Over de jaren heen werden 65 extra manuscripten verworven, waarvan 23 middeleeuwse. De bibliotheek is in het bezit van enkele uitzonderlijke werken zoals een notitieboek van Leonardo da Vinci (Cod. Triv. 2162) en het oudste gedateerde exemplaar van de Divina Commedia van Dante (Cod. Triv. 1080). Het oudste werk in de bibliotheek dateert uit de achtste eeuw.

## Dante-collectie
De bibliotheek herbergt een bijzonder collectie van de werken van Dante en Petrarcha. Dit was vooral het werk van Gian Giacomo IV Trivulzio (1774-1831) die de verzameling sterk uitbreidde. De markies, lid van de Accademia della Crusca en een goede vriend van de schrijver en dichter Vincenzo Monti, had een duidelijke voorkeur voor boeken en manuscripten uit de Italiaanse literatuur en in het bijzonder voor Dante en Petrarcha. Hij kan dan ook beschouwd worden als de grondlegger van deze collecties.
Gian Giacomo kon de hand leggen op een exemplaar van elk van de drie uitgaven van de Divina Commedia uit 1472 en op een exemplaar van elk van de volgende twaalf uitgaven gepubliceerd voor 1500. Het was ook Gian Giacomo die het Dante-manuscript uit 1337 verwierf, dat vandaag een van de grote schatten van de bibliotheek is. Men kan dus rustig stellen dat de initiële verspreiding van het werk van Dante volledig gedocumenteerd is in de bibliotheek.

## Trivulzio-getijdenboek
De Nederlandse Koninklijke Bibliotheek kreeg in 2001 een schenking van een getijdenboek dat in het verleden tot de Trivulzio-collectie had behoord en dus ook het Trivulzio-getijdenboek wordt genoemd. Het is een belangrijk Vlaams werk van ca. 1470, waaraan werd bijgedragen door Lieven van Lathem, de Weense meester van Maria van Bourgondië en Simon Marmion.

## Bijzondere werken
Men kan een aantal van de bijzondere werken die in de Biblioteca Trivulziana bewaard worden online bekijken; zie de lijst hieronder
- Notaboek van Leonardo de Vinci, Triv. 2162
- de Liber Jesu, een gebedenboek van Massimiliano Sforza, Triv. 2163
- De grammatica van Donato en de opleiding van een Prins aan het Sforza hof tijdens de renaissance, Triv. 2167
- De Trivulziano Codex 1080 en de Danti del Cento, Triv. 1080

.